# Бел Мид (Тенеси)
Бел Мид (енгл. Belle Meade) град је у америчкој савезној држави Тенеси.

## Демографија
По попису из 2010. године број становника је 2.912, што је 31 (-1,1%) становника мање него 2000. године.
| Група             | 2000.         | 2010.         |
| Белци             | 2.893 (98,3%) | 2.845 (97,7%) |
| Афроамериканци    | 10 (0,3%)     | 5 (0,2%)      |
| Азијати           | 14 (0,5%)     | 22 (0,8%)     |
| Хиспаноамериканци | 21 (0,7%)     | 24 (0,8%)     |
| Укупно            | 2.943         | 2.912         |